# Bonaventura Bellsolà i Rovira
Bonaventura Bellsolà i Rovira (Sabadell, 1788 - 7 de novembre de 1832) va ser un prevere català.

## Biografia
Bonaventura Bellsolà va ser administrador de l'Hospital de Beneficència de Sabadell, que ell mateix va fer ampliar amb la construcció d'un nou cos d'edifici, en terrenys de la casa del Retir, entre l'església dels pares missioners i el carrer Baix del Pedregar. El nou edifici fou estatge de l'Hospital fins que no el van traslladar al carrer del Convent, el 1856.
El 9 de desembre de 1965 Sabadell li dedicà un carrer al barri de les Termes.